# Oostenrijk op de Olympische Winterspelen 2010

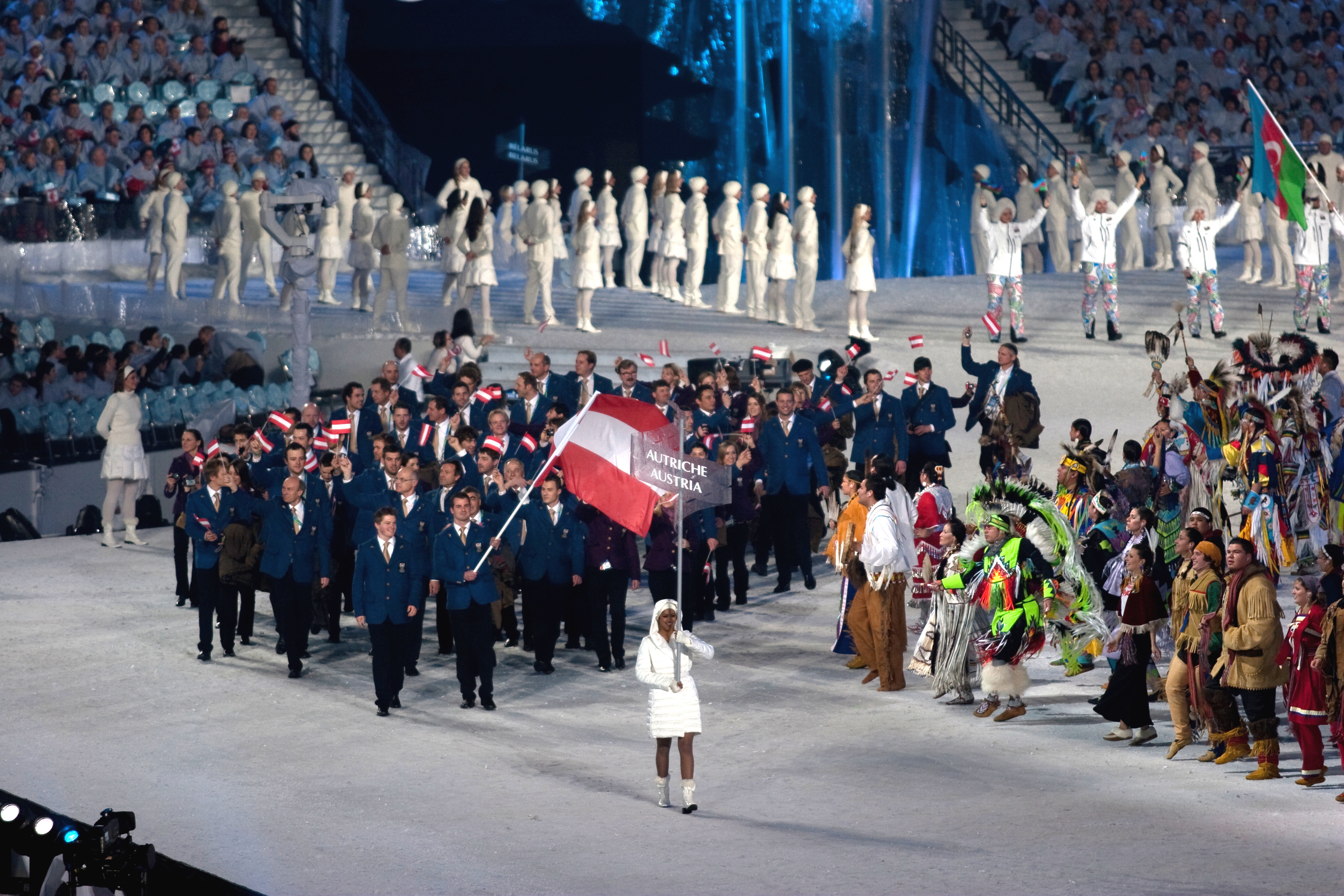
Het team van Oostenrijk bij de opening

Tijdens de Olympische Winterspelen van 2010, die in Vancouver (Canada) werden gehouden, nam Oostenrijk voor de eenentwintigste keer deel aan de Winterspelen.

## Medailleoverzicht
| Sport              | Olympiër                                                                | Discipline                | Medaille |
| ------------------ | ----------------------------------------------------------------------- | ------------------------- | -------- |
| Alpineskiën        | Andrea Fischbacher                                                      | super-g (v)               | Goud     |
| Noordse combinatie | Bernhard Gruber David Kreiner Felix Gottwald Mario Stecher              | landenwedstrijd           | Goud     |
| Rodelen            | Andreas Linger Wolfgang Linger                                          | dubbel                    | Goud     |
| Schansspringen     | Wolfgang Loitzl Andreas Kofler Thomas Morgenstern Gregor Schlierenzauer | team                      | Goud     |
| Alpineskiën        | Marlies Schild                                                          | slalom (v)                | Zilver   |
| Biatlon            | Christoph Sumann                                                        | 12,5 km achtervolging (m) | Zilver   |
| Biatlon            | Simon Eder Daniel Mesotitsch Dominik Landertinger Christoph Sumann      | 4× 7,5 km estafette (m)   | Zilver   |
| Freestyleskiën     | Andreas Matt                                                            | ski cross (m)             | Zilver   |
| Rodelen            | Nina Reithmayer                                                         | enkel (v)                 | Zilver   |
| Snowboarden        | Benjamin Karl                                                           | parallelreuzenslalom (m)  | Zilver   |
| Alpineskiën        | Elisabeth Görgl                                                         | afdaling (v)              | Brons    |
| Alpineskiën        | Elisabeth Görgl                                                         | reuzenslalom (v)          | Brons    |
| Noordse combinatie | Bernhard Gruber                                                         | gundersen grote schans    | Brons    |
| Schansspringen     | Gregor Schlierenzauer                                                   | normale schans            | Brons    |
| Schansspringen     | Gregor Schlierenzauer                                                   | grote schans              | Brons    |
| Snowboarden        | Marion Kreiner                                                          | parallelreuzenslalom (v)  | Brons    |

## Deelnemers en resultaten

### Alpineskiën
| Olympiër             | Discipline          | Resultaat | Prestatie                         |
| -------------------- | ------------------- | --------- | --------------------------------- |
| Romed Baumann        | Reuzenslalom (m)    | 5e        | 2.38,80 (+0,97) — 1.17,29+1.21,51 |
| Romed Baumann        | Supercombinatie (m) | DNF       | DNF-1                             |
| Johann Grugger       | Afdaling (m)        | 22e       | 1.55,81 (+1,50)                   |
| Reinfried Herbst     | Slalom (m)          | 10e       | 1.40,78 (+1,46) — 49,23+51,55     |
| Marcel Hirscher      | Reuzenslalom (m)    | 4e        | 2.38,52 (+0,69) — 1.17,48+1.21,04 |
| Marcel Hirscher      | Slalom (m)          | 5e        | 1.40,20 (+0,88) — 48,92+51,28     |
| Klaus Kröll          | Afdaling (m)        | 9e        | 1.54,87 (+0,56)                   |
| Manfred Pranger      | Slalom (m)          | DNF       | DNF-1                             |
| Benjamin Raich       | Reuzenslalom (m)    | 6e        | 2.38,83 (+1,00) — 1.17,66+1.21,17 |
| Benjamin Raich       | Slalom (m)          | 4e        | 1.39,81 (+0,49) — 48,33+51,48     |
| Benjamin Raich       | Supercombinatie (m) | 6e        | 2.46,13 (+1,21) — 1.54,70+51,43   |
| Benjamin Raich       | Super G (m)         | 14e       | 1.31,35 (+1,01)                   |
| Mario Scheiber       | Afdaling (m)        | 4e        | 1.54,52 (+0,21)                   |
| Mario Scheiber       | Super G (m)         | 20e       | 1.31,93 (+1,59)                   |
| Philipp Schörghofer  | Reuzenslalom (m)    | 12e       | 2.39,37 (+1,54) 1.18,37+1.21,00   |
| Georg Streitberger   | Supercombinatie (m) | DNS       | 1.55,55+DNS                       |
| Georg Streitberger   | Super G (m)         | 17e       | 1.31,49 (+1,15)                   |
| Michael Walchhofer   | Afdaling (m)        | 10e       | 1.54,88 (+0,57)                   |
| Michael Walchhofer   | Super G (m)         | 21e       | 1.32,00 (+1,66)                   |
|                      |                     |           |                                   |
| Eva-Maria Brem       | reuzenslalom (v)    | 7e        | 2.27,62 (+0,51) — 1.15,38+1.12,24 |
| Anna Fenninger       | Afdaling (v)        | 25e       | 1.49,95 (+5,76)                   |
| Anna Fenninger       | Supercombinatie (v) | 16e       | 2.13,27 (+4,13) — 1.27,19+46,08   |
| Anna Fenninger       | Super G (v)         | 16e       | 1.22,30 (+2,16)                   |
| Andrea Fischbacher   | Afdaling (v)        | 4e        | 1.45,68 (+1,49)                   |
| Andrea Fischbacher   | Super G (v)         | Goud      | 1.20,14                           |
| Elisabeth Görgl      | Afdaling (v)        | Brons     | 1.45,65 (+1,46)                   |
| Elisabeth Görgl      | Reuzenslalom (v)    | Brons     | 2.27,25 (+0,14) — 1.15,12+1.12,13 |
| Elisabeth Görgl      | Slalom (v)          | 7e        | 1.44,97 (+2,08) — 53,01+51,96     |
| Elisabeth Görgl      | Supercombinatie (v) | 18e       | 2.13,58 (+4,44) — 1.25,60+47,98   |
| Elisabeth Görgl      | Super G (v)         | 5e        | 1.21,14 (+1,00)                   |
| Michaela Kirchgasser | Reuzenslalom (v)    | 15e       | 2.28,40 (+1,29) — 1.16,26+1.12,14 |
| Michaela Kirchgasser | Slalom (v)          | DNF       | 52,31+DNF                         |
| Michaela Kirchgasser | Supercombinatie (v) | 9e        | 2.11,35 (+2,23) — 1.27,09+44,26   |
| Regina Mader         | Afdaling (v)        | 14e       | 1.47,53 (+3,34)                   |
| Marlies Schild       | Slalom (v)          | Zilver    | 1.43,32 (+0,43) — 51,40+51,92     |
| Nicole Schmidhofer   | Super G (v)         | DNF       | DNF                               |
| Kathrin Zettel       | Reuzenslalom (v)    | 5e        | 2.27,53 (+0,42) — 1.15,28+1.12,25 |
| Kathrin Zettel       | Slalom (v)          | 13e       | 1.45,59 (+2,70) — 52,59+53,00     |
| Kathrin Zettel       | Supercombinatie (v) | 4e        | 2.10,50 (+1,36) — 1.26,01+44,49   |

### Biatlon
| Olympiër                                                           | Discipline                | Resultaat | Prestatie |
| ------------------------------------------------------------------ | ------------------------- | --------- | --- |
| Simon Eder                                                         | 10 km sprint (m)          | 11e       | 25.32,2 (+1.24,4) pen.: 0 (0 + 0)                                                                             |
| Simon Eder                                                         | 12,5 km achtervolging (m) | 4e        | 34.09,4 (+0.31,0) pen.: 3 (0 + 0 + 2 + 1)                                                                     |
| Simon Eder                                                         | 20 km individueel (m)     | 6e        | 49.41,7 (+1.19,2) pen.: 2 (1 + 1 + 0 + 0)                                                                     |
| Simon Eder                                                         | 15 km massastart (m)      | 25e       | 37.29,7 (+1.54,0) pen.: 4 (0 + 0 + 2 + 2)                                                                     |
| Dominik Landertinger                                               | 10 km sprint (m)          | 34e       | 26.23,7 (+2.15,9) pen.: 4 (2 + 2)                                                                             |
| Dominik Landertinger                                               | 12,5 km achtervolging (m) | 14e       | 35.06,7 (+1.28,3) pen.: 3 (1 + 0 + 1 + 1)                                                                     |
| Dominik Landertinger                                               | 20 km individueel (m)     | 23e       | 52.00,8 (+3.38,3) pen.: 4 (0 + 2 + 1 + 1)                                                                     |
| Dominik Landertinger                                               | 15 km massastart (m)      | 7e        | 36.09,7 (+0.34,0) pen.: 4 (1 + 0 + 1 + 2)                                                                     |
| Daniel Mesotitsch                                                  | 10 km sprint (m)          | 45e       | 26.45,3 (+2.37,5) pen.: 2 (1 + 1)                                                                             |
| Daniel Mesotitsch                                                  | 12,5 km achtervolging (m) | 41e       | 36.56,0 (+3.17,6) pen.: 4 (0 + 0 + 3 + 1)                                                                     |
| Daniel Mesotitsch                                                  | 20 km individueel (m)     | 9e        | 50.32,0 (+2.09,5) pen.: 2 (0 + 1 + 0 + 1)                                                                     |
| Daniel Mesotitsch                                                  | 15 km massastart (m)      | 5e        | 36.05,9 (+0.30,2) pen.: 3 (0 + 1 + 0 + 2)                                                                     |
| Christoph Sumann                                                   | 10 km sprint (m)          | 12e       | 25.32,7 (+1.24,9) pen.: 2 (2 + 0)                                                                             |
| Christoph Sumann                                                   | 12,5 km achtervolging (m) | Zilver    | 33.54,9 (+0.16,5) pen.: 2 (0 + 0 + 1 + 1)                                                                     |
| Christoph Sumann                                                   | 20 km individueel (m)     | 8e        | 50.04,9 (+1.42,4) pen.: 3 (0 + 2 + 0 + 1)                                                                     |
| Christoph Sumann                                                   | 15 km massastart (m)      | 4e        | 36.01,6 (+0.25,9) pen.: 1 (0 + 1 + 0 + 0)                                                                     |
| Simon Eder Daniel Mesotitsch Dominik Landertinger Christoph Sumann | 4×7,5 km estafette (m)    | Zilver    | 1:22.16,7 (+0.38,6) pen.: 1 (1+6 0+2) 20.10,0 (0+0 0+1) 20.38,0 (0+2 0+1) 20.25,9 (0+1 0+0) 21.02,8 (1+3 0+0) |

### Bobsleeën
| Olympiër                                                           | Discipline      | Resultaat | Prestatie                               |
| ------------------------------------------------------------------ | --------------- | --------- | --------------------------------------- |
| Jürgen Loacker Christian Hackl                                     | tweemansbob (m) | 18e       | 3.30,78 (52,55 / 52,86 / 52,73 / 52,64) |
| Wolfgang Stampfer Martin Lachkovics                                | tweemansbob (m) | dsq-1     | (1e run gediskwalificeerd)              |
| Wolfgang Stampfer Christian Hackl Jürgen Mayer Johannes Wipplinger | viermansbob (m) | dns-2     | (53,64 / 2e run niet gestart)           |

### Freestylskiën
| Olympiër            | Discipline    | Resultaat | Prestatie                                                                                 |
| ------------------- | ------------- | --------- | ----------------------------------------------------------------------------------------- |
| Patrick Koller      | ski cross (m) | 30e       | kwalificatie: 28e (1.15,22) achtste finale: 4e - uitgeschakeld                            |
| Andreas Matt        | ski cross (m) | Zilver    | kwalificatie: 4e (1.13,13) achtste finale: 2e kwartfinale: 2e halve finale: 2e finale: 2e |
| Markus Wittner      | ski cross (m) | 15e       | kwalificatie: 30e (1.15,91) achtste finale: 2e kwartfinale: 4e - uitgeschakeld            |
| Thomas Zangerl      | ski cross (m) | 18e       | kwalificatie: 6e (1.13,44) achtste finale: 3e - uitgeschakeld                             |
|                     |               |           |                                                                                           |
| Margarita Marbler   | moguls (v)    | 6e        | 23.69 ptn kwalificatie: 14e - 21.84 ptn                                                   |
| Katharina Gutensohn | ski cross (v) | 26e       | kwalificatie: 25e (1.21,26) achtste finale: 3e - uitgeschakeld                            |
| Karin Huttary       | ski cross (v) | 4e        | kwalificatie: 8e (1.18,84) achtste finale: 1e kwartfinale: 1e halve finale: 1e finale: 4e |
| Andrea Limbacher    | ski cross (v) | 24e       | kwalificatie: 23e (1.20,86) achtste finale: 4e - uitgeschakeld                            |
| Katrin Ofner        | ski cross (v) | 23e       | kwalificatie: 22e (1.20,61) achtste finale: 3e - uitgeschakeld                            |

### Kunstrijden
| Olympiër       | Discipline | Resultaat | Prestatie                                         |
| -------------- | ---------- | --------- | ------------------------------------------------- |
| Viktor Pfeifer | mannen     | 21e       | 175.93 (korte kür: 60.88, vrije kür: 115.05)      |
| Miriam Ziegler | vrouwen    | 26e       | 43.84 (korte kür: 43.84, vrije kür: niet bereikt) |

### Langlaufen
| Olympiër        | Discipline              | Resultaat | Prestatie                                                                                            |
| --------------- | ----------------------- | --------- | --- |
| Katerina Smutna | sprint (v)              | HF        | kwalificatie: 3.45,03 (+6,98) 12e; kwartfinale-4: 3.40,5 (+0,3) 2e; halve finale-2: 3.45,7 (+7,1) 6e |
| Katerina Smutna | 15 km achtervolging (v) | 29e       | 42.50,3 (+2.52,2)                                                                                    |
| Katerina Smutna | 30 km klassiek (v)      | 33e       | 1:37.51,3 (+7.17,6)                                                                                  |

### Noordse combinatie
| Olympiër                                                   | Discipline                   | Resultaat | Prestatie                                                                               |
| ---------------------------------------------------------- | ---------------------------- | --------- | --------------------------------------------------------------------------------------- |
| David Kreiner                                              | gundersen normale schans (m) | 15e       | schansspringen: 97,5 m - 117,0 p (20e + 1.12) langlaufen: 26.36,5                       |
| Christoph Bieler                                           | gundersen normale schans (m) | 25e       | schansspringen: 100,5 m - 125,0 p (3e + 0.42) langlaufen: 27.14,0                       |
| Christoph Bieler                                           | gundersen grote schans (m)   | 10e       | schansspringen: 127,5 m - 116,8 p (4e + 0.41) langlaufen: 26.21,7                       |
| Felix Gottwald                                             | gundersen normale schans (m) | 14e       | schansspringen: 91,0 m - 102,5 p (41e + 2.12) langlaufen: 26.32,2                       |
| Felix Gottwald                                             | gundersen grote schans (m)   | 17e       | schansspringen: 105,5 m - 78,8 p (40e) langlaufen: 27.42,4                              |
| Mario Stecher                                              | gundersen normale schans (m) | 5e        | schansspringen: 99,5 m - 122,5 p (7e + 0.52) langlaufen: 26.00,7                        |
| Mario Stecher                                              | gundersen grote schans (m)   | 8e        | schansspringen: 123,5 m - 109,8 p (10e + 1.17) langlaufen: 26.21,1                      |
| Bernhard Gruber                                            | gundersen grote schans (m)   | Brons     | schansspringen: 134,0 m - 127,9 p (1e) langlaufen: 25.43,7                              |
| Mario Stecher David Kreiner Bernhard Gruber Felix Gottwald | team (m)                     | Goud      | schansspringen: 121,7 / 114,7 / 131,0 / 112,5 = 497,9 p (3e + 0.36) langlaufen: 49.31,6 |

### Rodelen
| Olympiër                       | Discipline | Resultaat | Prestatie                                    |
| ------------------------------ | ---------- | --------- | -------------------------------------------- |
| Daniel Pfister                 | mannen     | 6e        | 3.14,726 (48,583 / 48,707 / 48,883 / 48,553) |
| Wolfgang Kindl                 | mannen     | 9e        | 3.15,215 (48,707 / 48,755 / 49,080 / 48,673) |
| Manuel Pfister                 | mannen     | 10e       | 3.15,269 (48,677 / 48,835 / 49,064 / 48,693) |
|                                |            |           |                                              |
| Nina Reithmayer                | vrouwen    | Zilver    | 2.47,014 (41,728 / 41,563 / 41,884 / 41,839) |
| Veronika Halder                | vrouwen    | 12e       | 2.48,117 (42,015 / 41,881 / 42,078 / 42,143) |
|                                |            |           |                                              |
| Andreas Linger Wolfgang Linger | dubbel     | Goud      | 1.22,705 (41,332 / 41,373)                   |
| Markus Schiegl Tobias Schiegl  | dubbel     | 8e        | 1.23,528 (41,727 / 41,801)                   |

### Schaatsen
| Olympiër    | Discipline | Resultaat | Prestatie |
| ----------- | ---------- | --------- | --------- |
| Anna Rokita | 1500 m (v) | 28e       | 2.02,67   |
| Anna Rokita | 3000 m (v) | 16e       | 4.16,42   |

### Schansspringen
| Olympiër                                                                     | Discipline              | Resultaat | Prestatie |
| ---------------------------------------------------------------------------- | ----------------------- | --------- | --- |
| Andreas Kofler                                                               | normale schans ind. (m) | 19e       | 241,5 p. (98,0 m en 98,5 m) gekwalificeerd vanwege top-10 plaats in de actuele wereldbekerstand                                                                                       |
| Andreas Kofler                                                               | grote schans ind. (m)   | 4e        | 261,2 p. (131,5 m en 135,0 m) gekwalificeerd vanwege top-10 plaats in de actuele wereldbekerstand                                                                                     |
| Wolfgang Loitzl                                                              | normale schans ind. (m) | 11e       | 255 p. (100,0 m en 102,5 m) gekwalificeerd vanwege top-10 plaats in de actuele wereldbekerstand                                                                                       |
| Wolfgang Loitzl                                                              | grote schans ind. (m)   | 10e       | 230,3 p. (129,5 m en 121,5 m) gekwalificeerd vanwege top-10 plaats in de actuele wereldbekerstand                                                                                     |
| Thomas Morgenstern                                                           | normale schans ind. (m) | 8e        | 258,5 p. (102,0 m en 101,5 m) gekwalificeerd vanwege top-10 plaats in de actuele wereldbekerstand                                                                                     |
| Thomas Morgenstern                                                           | grote schans ind. (m)   | 5e        | 246,7 p. (129,5 m en 129,5 m) gekwalificeerd vanwege top-10 plaats in de actuele wereldbekerstand                                                                                     |
| Gregor Schlierenzauer                                                        | normale schans ind. (m) | Brons     | 269 p. (101,5 m en 106,5 m) gekwalificeerd vanwege top-10 plaats in de actuele wereldbekerstand                                                                                       |
| Gregor Schlierenzauer                                                        | grote schans ind. (m)   | Brons     | 262,2 p. (130,5 m en 136,0 m) gekwalificeerd vanwege top-10 plaats in de actuele wereldbekerstand                                                                                     |
| Team Wolfgang Loitzl Andreas Kofler Thomas Morgenstern Gregor Schlierenzauer | grote schans team (m)   | Goud      | 1107,9 punten 140,4 p. (138,0 m.) + 141,8 p. (138,5 m.) 126,1 p. (132,0 m.) + 138,6 p. (142,0 m.) 135,9 p. (135,5 m.) + 135,0 p. (135,0 m.) 144,9 p. (140,5 m.) + 145,2 p. (146,5 m.) |

### Shorttrack
| Olympiër          | Discipline | Resultaat | Prestatie          |
| ----------------- | ---------- | --------- | ------------------ |
| Veronika Windisch | 1000 m (v) | 22e       | vr4: 1.32,775 (3e) |
| Veronika Windisch | 1500 m (v) | 20e       | vr1: 2.24,440 (5e) |

### Skeleton
| Olympiër              | Discipline | Resultaat | Prestatie                               |
| --------------------- | ---------- | --------- | --------------------------------------- |
| Matthias Guggenberger | mannen     | 8e        | 3.31,81 (52,75 / 53,02 / 53,03 / 53,01) |

### Snowboarden
| Olympiër           | Discipline               | Resultaat | Prestatie |
| ------------------ | ------------------------ | --------- | --- |
| Mario Fuchs        | cross (m)                | 7e        | kwalificatie: 5e (1.21,53) achtste finale: 2e kwartfinale: 1e halve finale: 4e kleine finale: 3e |
| Lukas Grüner       | cross (m)                | 6e        | kwalificatie: 12e (1.22,04) achtste finale: 1e kwartfinale: 2e halve finale: 3e kleine finale: 2e |
| Markus Schairer    | cross (m)                | 23e       | kwalificatie: 21e (1.23,33) achtste finale: 3e - uitgeschakeld |
| Siegfried Grabner  | parallelreuzenslalom (m) | 30e       | kwalificatie: 30e (DNF) - uitgeschakeld |
| Benjamin Karl      | parallelreuzenslalom (m) | Zilver    | kwalificatie: 4e (1.17,45) achtste finale: gewonnen van Aaron March ( ITA) kwartfinale: gewonnen van Zan Kosir ( SLO) halve finale: gewonnen van Mathieu Bozzetto ( FRA) finale: verloren van Jasey-Jay Anderson ( CAN)            |
| Andreas Prommegger | parallelreuzenslalom (m) | 9e        | kwalificatie: 1e (1.16,49) achtste finale: verloren van Chris Klug ( USA) - uitgeschakeld |
| Ingemar Walder     | parallelreuzenslalom (m) | 29e       | kwalificatie: 29e (DSQ) - uitgeschakeld |
|                    |                          |           | |
| Doresia Krings     | cross (v)                | 10e       | kwalificatie: 10e (1.28,98) kwartfinale: 3e - uitgeschakeld |
| Maria Ramberger    | cross (v)                | 16e       | kwalificatie: 16e (1.33,08) kwartfinale: 4e - uitgeschakeld |
| Manuela Riegler    | cross (v)                | dns       | |
| Doris Guenther     | parallelreuzenslalom (v) | 9e        | kwalificatie: 3e (1.23,20) achtste finale: verloren van Selina Jörg ( GER) - uitgeschakeld |
| Marion Kreiner     | parallelreuzenslalom (v) | Brons     | kwalificatie: 1e (1.22,52) achtste finale: gewonnen van Annamari Chundak ( UKR) kwartfinale: gewonnen van Anke Karstens ( GER) halve finale: verloren van Jekaterina Iljoechina ( RUS) plaats 3-4: gewonnen van Selina Jörg ( GER) |
| Ina Meschik        | parallelreuzenslalom (v) | 6e        | kwalificatie: 11e (1.24,51) achtste finale: gewonnen van Camille De Faucompret ( FRA) kwartfinale: verloren van Selina Jörg ( GER) plaats 5-8: gewonnen van Claudia Riegler ( AUT) plaats 5-6: verloren van Anke Karstens ( GER)   |
| Claudia Riegler    | parallelreuzenslalom (v) | 7e        | kwalificatie: 7e (1.23,74) achtste finale: gewonnen van Tomoka Takeuchi ( JPN) kwartfinale: verloren van Nicolien Sauerbreij ( NED) plaats 5-8: verloren van Ina Meschik ( AUT) plaats 7-8: gewonnen van Amelie Kober ( GER)       |

dns: niet gestart; dnf: niet gefinisht; dsq: gediskwalificeerd
Albanië · Algerije · Andorra · Argentinië · Armenië · Australië · Azerbeidzjan · België · Bermuda · Bosnië en Herzegovina · Brazilië · Bulgarije · Canada · Chili · China · Chinees Taipei · Colombia · Cyprus · Denemarken · Duitsland · Estland · Ethiopië · Finland · Frankrijk · Georgië · Ghana · Griekenland · Groot-Brittannië · Hongarije · Hongkong · Ierland · IJsland · India · Iran · Israël · Italië · Jamaica · Japan · Kaaimaneilanden · Kazachstan · Kirgizië · Kroatië · Letland · Libanon · Liechtenstein · Litouwen · Macedonië · Marokko · Mexico · Moldavië · Monaco · Mongolië · Montenegro · Nederland · Nepal · Nieuw-Zeeland · Noord-Korea · Noorwegen · Oekraïne · Oezbekistan · Oostenrijk · Pakistan · Peru · Polen · Portugal · Roemenië · Rusland · San Marino · Senegal · Servië · Slovenië · Slowakije · Spanje · Tadzjikistan · Tsjechië · Turkije · Verenigde Staten · Wit-Rusland · Zuid-Afrika · Zuid-Korea · Zweden · Zwitserland